# Tito Maddox
Pour les articles homonymes, voir Maddox.
Tito Maddox, né le 7 juin 1981, à Compton, en Californie, est un ancien joueur de basket-ball américain. Il évolue durant sa carrière au poste d'arrière. 